# N4-Acétylcytidine
La N4-acétylcytidine (ac4C) est un nucléoside dont la base nucléique est la N4-acétylcytosine, un dérivé acétylé de la cytosine, l'ose étant le β-D-ribofuranose.